# Parigné-sur-Braye
Parigné-sur-Braye település Franciaországban, Mayenne megyében. Lakosainak száma 841 fő (2022. január 1.). Parigné-sur-Braye Oisseau, La Haie-Traversaine, Mayenne, Saint-Baudelle és Saint-Georges-Buttavent községekkel határos.

## Népesség
A település népességének változása:
| Lakosok száma | 306  | 498  | 554  | 719  | 797  | 842  | 847  | 840  | 836  | 841  |
|               | 1968 | 1982 | 1990 | 2006 | 2013 | 2015 | 2017 | 2019 | 2020 | 2022 |